# Nubian (Schiff, 1938)
HMS Nubian (F36/L36/G36) war ein Zerstörer der (zweiten) Tribal-Klasse der britischen Royal Navy. Es war das zweite Schiff, das den Namen HMS Nubian erhielt. Namensvorgänger war ein bei Thornycroft gebauter Zerstörer der ersten Tribal-Klasse, der im Herbst 1916 durch und nach einem Torpedotreffer eines deutschen Zerstörers schwer beschädigt wurde. Verbunden mit dem Vorschiff der ebenfalls schwer beschädigten Zulu entstand die Zubian, die von 1917 bis 1919 im Dienst der Navy stand.
Die Nubian erhielt für ihre Einsätze im Zweiten Weltkrieg dreizehn Auszeichnungen für die Teilnahme an Gefechten und war damit eines der am höchsten dekorierten Schiffe der Royal Navy. Sie wurde darin nur von der Warspite übertroffen. Ebenfalls dreizehn Battle Honours erhielten der Zerstörer Jervis und der Kreuzer Orion. Ausgezeichnet wurde die Nubian für
Norway 1940, Calabria 1940, Mediterranean 1940–43, Libya 1940,
Matapan 1941, Sfax 1941, Greece 1941, Crete 1941, Malta Convoys 1941, Sicily 1943, Salerno 1943, Arctic 1944, Norway 1944 und Burma 1944–45.

## Geschichte
Das Schiff wurde am 10. August 1936 bei John I. Thornycroft & Co. (Woolston, Hampshire) auf Kiel gelegt und am 21. Dezember 1937 vom Stapel gelassen. Die ursprünglich für Oktober 1938 vorgesehene Übernahme durch die Navy verzögerte sich wegen geplanter Belastungstests, die aber letztlich abgesagt wurden und so wurde sie am 6. Dezember 1938 in Dienst gestellt.
Danach wurde die Nubian der 1. Zerstörerflottille der Mittelmeerflotte zugeteilt und nach Gibraltar verlegt, wo sie am 29. Januar 1939 eintraf. In der Folgezeit absolvierte sie Übungsfahrten und Hafenbesuche, bis sie im August nach Alexandria verlegt wurde. Von dort aus überwachte sie Handelsrouten im östlichen Mittelmeer auf der Suche nach für Deutschland bestimmter Konterbande.

Im Oktober kehrte sie zu Reparaturen der Maschinenanlage nach Portsmouth zurück, von wo aus sie am 20. des Monats zur Herstellerwerft in Southampton geschleppt wurde, um neue Turbinenschaufeln zu erhalten.

### Kriegseinsatz bei der Home Fleet
Nach dem Abschluss der Reparaturarbeiten wurde sie Anfang Dezember der Home Fleet unterstellt und übernahm diverse Schutz- und Überwachungsaufgaben in der Nordsee und im Nordatlantik. Den Januar 1940 verbrachte sie überwiegend in der Reparaturwerft, nachdem sie am 7. Januar bei Greenock mit einem Handelsschiff kollidiert war. Am 24. nahm sie ihren Dienst wieder auf und wurde zusammen mit den Tribal-Zerstörern Cossack, Sikh und Zulu zur Suche nach dem deutschen Tanker Altmark eingesetzt, der britische Kriegsgefangene an Bord hatte. Der im Verlauf dieser Aktion ausgelöste Altmark-Zwischenfall war mitursächlich der Auslöser für die deutsche Besetzung Norwegens.
Am 14. April 1940 landeten die Kreuzer Glasgow und Sheffield sowie die Zerstörer Afridi, Somali, Nubian, Sikh, Matabele und Mashona mehrere Vorausabteilungen nahe Namsos, um die Deutschen aus Drontheim zu vertreiben. In der Nacht zum 3. Mai mussten Afridi, Nubian und der Kreuzer York sowie drei französische Hilfskreuzer und der Zerstörer Bison 5400 Mann (davon 1850 Franzosen) wieder evakuieren.

### Erneut im Mittelmeer
Am 16. Mai 1940 verließ die Nubian Devonport mit Kurs auf Alexandria, um als Teil der 14. Zerstörerflottille Überwachungsaufgaben im östlichen Mittelmeer zu übernehmen. Am 21. Juni übernahm sie mit anderen Schiffen die Rückendeckung der britischen und französischen Kräfte bei der Beschießung der Küstenbefestigungen bei Bardia. In der Folgezeit war die Nubian meist mit dem Schwesterschiff Mohawk im Einsatz. So sicherten die beiden Zerstörer mit den Kreuzern Gloucester, Kent und Liverpool Handelsschiffe im östlichen Mittelmeer.
Der Zerstörer nahm an allen großen Flottenbegegnungen des Jahres 1940 teil, in denen sich Zerstörer jedoch kaum besonders auszeichnen konnten. Zusammen mit dem Zerstörern Jervis und Janus beschoss die Nubian am 11./12. Dezember 1940 italienische Stellungen an der nordafrikanischen Küste.
Meist war Nubian mit dem Schwesterschiff Mohawk Teil der Sicherungsgruppe des Hauptverbandes der britischen Mittelmeerflotte im östlichen Mittelmeer. So auch ab dem 7. Januar 1941, als die Royal Navy Verstärkungen für Malta, Griechenland und das östliche Mittelmeer heranführte. Zum Kernverband der Mittelmeerflotte gehörten die Schlachtschiffe Valiant und Warspite, der Träger Illustrious und die weiteren Zerstörer Jervis, Juno, Dainty, Greyhound, Griffin und Gallant. Obwohl am gleichen Nachmittag von der italienischen Luftaufklärung erfasst, gelang es nicht, italienische U-Boote an die britischen Einheiten heranzuführen. Die Luftstreitkräfte der Achsenmächte konzentrierten sich weiter auf Malta und den aus Gibraltar anlaufenden britischen Verband.
Mit der Operation „Abstention“ landeten am 25. Februar dann britische Kommando-Truppen und Marinepersonal auf der zum italienischen Dodekanes gehörenden Insel Kastelorizo (125 km östlich von Rhodos, 3 km vor der türkischen Küste). Den Italienern gelang es, von Rhodos aus Verstärkungen zu landen und durch ihr Artilleriefeuer die gelandeten Engländer niederzukämpfen, sodass sie die Insel am 27. wieder räumten. Der Evakuierungsverband wurde vom Leichten Kreuzer Ajax und der Nubian aufgenommen, Die Einheiten liefen zusammen nach Alexandria zurück.
Am 27. März verließ die britische Mittelmeerflotte Alexandria, um einen von der britischen Funkaufklärung erkannten italienischen Flotten-Vorstoß in die Ägäis abzufangen. Dies führte zur 

→ Seeschlacht bei Kap Matapan

Nubian gehörte zu den Zerstören der 14. Flottille mit Jervis, Janus und Mohawk, die die Schlachtschiffe der Mittelmeerflotte sicherten. Diese schossen in einem Nachtgefecht die 1. Division der Italiener zusammen.
Der schon halb verlassene Kreuzer Pola wurde nach Rettung der noch an Bord zurückgebliebenen 22 Offiziere und 236 Seeleute durch Jervis und Nubian in der Nacht durch Torpedofangschuss versenkt.
Am Abend des 16. April war die Nubian an einem weiteren Erfolg beteiligt, als sie in der auf Malta stationierten Force K zusammen mit den Zerstörern Jervis, Mohawk und Janus bei der Insel Kerkennah einen Geleitzug abfing und vollständig vernichtete. Versenkt wurden die deutschen Frachter Adana (4205 BRT), Aegina (2447 BRT), Arta (2452 BRT), Iserlohn (3704 BRT) und der italienische Munitionstransporter Sabaudia (1590 BRT); ebenfalls versenkt wurden die drei Sicherungszerstörer des Geleits, Baleno und Lampo der Folgore-Klasse sowie Luca Tarigo der Navigatori-Klasse. Letztere versenkte aber zuvor mit Torpedoschuss noch die Mohawk. 

siehe → Das Ende der  Mohawk.

Auf Malta kamen dann alle Schiffbrüchigen der Mohawk auf die Nubian, die sich vom 18. bis 23. April der Sicherung des Geleits MD.2 nach Alexandria anschloss. 

Anschließend gehörte der Zerstörer zu den Einheiten der Royal Navy, die die Räumung Griechenlands unterstützten.
Vom 6. bis 12. Mai war die Nubian erneut an einer verbundenen Operation von beiden Seiten des Mittelmeers zur Versorgung Maltas im Verband der Mittelmeerflotte eingesetzt.
Am 20. Mai erfolgte dann die deutsche Luftlandung auf Kreta (Unternehmen Merkur). Zur Unterbindung von Verstärkungen der Deutschen über See setzte die Mittelmeerflotte alle einsatzbereiten Einheiten ein. In der Nacht zum 21. konnte die britische Force C (Kreuzer Naiad und Perth sowie die Zerstörer Kandahar, Kingston, Juno und Nubian) den Angriff von sechs italienischen Schnellbooten abwehren.
Am 22. griff die durch die Kreuzer Calcutta und Carlisle verstärkte Force C (ohne die Juno) die zweite deutsche Motorseglerstaffel an. Der geschickte Einsatz des sichernden Torpedoboots Sagittario unter Giuseppe Cigala Fulgosi und rollende Luftangriffe durch Ju 88 der I./LG.l und III./KG. 30 sowie Dornier Do 17 des Kampfgeschwader 2 verlor der Geleitzug nur zwei Fahrzeuge. Naiad und Carlisle wurden durch Bombentreffer beschädigt. Force C dreht daraufhin ab, um sich mit der schweren Deckungsgruppe zu vereinigen, die im Laufe des Nachmittags ebenfalls Ziel heftiger Luftangriffe durch Ju 87 des Sturzkampfgeschwader 2, Ju 88 der I./LG.l und II./LG.l  und von Me 109-Jagdbombern war.

Am 26. Mai hatten Flugzeuge des Trägers Formidable den deutschen Einsatzflughafen auf italienischen Insel Scarpanto bombardiert. Nach erfolgreicher Abwehr von Luftangriffen in der Ägäis wurden die Formidable und ihr Begleitzerstörer Nubian auf dem Rückmarsch nahe der afrikanischen Küste von Ju 87 der in Nordafrika stationierten II./StG.2 unter Major Enneccerus schwer beschädigt. Trotz des schwer beschädigten Achterschiffs und dem Verlust des Ruders konnte die Nubian nach Ägypten weiterlaufen, da beide Antriebswellen funktionstüchtig blieben. Durch den Bombentreffer starben sieben Besatzungsmitglieder; weitere zwölf Mann wurden schwer verwundet.

Fast alle größeren Einheiten der Mediterranean Fleet wurden im Kampf um Kreta zum Teil stark beschädigt. Versenkt oder aufgegeben wurden die Zerstörer Greyhound, Hereward, Imperial, Juno, Kelly und Kashmir sowie die Kreuzer Gloucester, Fiji und Calcutta.
Da im Nahen Osten keine nutzbare Reparaturwerft zur Verfügung stand und alle beschädigten Einheiten für Reparaturen den Suezkanal passieren mussten, verzögerten sich die erforderlichen Reparaturen erheblich. So begann die Notreparatur der Nubian für eine sichere Passage zur vorgesehenen Werft in Bombay erst am 23. Juli; der Zerstörer erhielt zusätzliche Schotten und ein neues Notruder, um dorthin zu gelangen. Begleitet wurde sie vom Zerstörer Isis, der im Juli vor Syrien schwer beschädigt worden war. Beide Zerstörer waren auf Schlepperhilfe angewiesen und begannen ihre Fahrt am 10. August. Wegen der Wetterlage wurde die Überführung schon am 14. August in Aden unterbrochen und konnte erst am 20. September fortgesetzt werden. Erst vier Monate nach dem Schaden traf der Zerstörer am 27. September 1941 in Bombay ein und wurde für die Reparatur auf der dortigen Marinewerft außer Dienst gestellt.
Die Wiederinstandsetzung des Zerstörers dauerte bis zum Oktober 1942. Dabei wurde das hintere, überhöhte 120-mm-Zwillingsgeschütz durch ein 102-mm-L/45-Mk-XIX-Zwillings-Flakgeschütz ersetzt. Zusätzlich wurden vier einzelne 20-mm-Oerlikon-Maschinenkanonen aufgestellt. Die Wabowerferpositionen wurden verändert. Der hintere Schornstein und der Hauptmast wurden verändert, um den Flugabwehrgeschützen größere Feuerbereiche zu geben. Dazu erhielt der Zerstörer eine Radaranlage.
Am 14. Oktober 1942 verließ der Zerstörer Bombay, um zur Mittelmeerflotte in Alexandria zurückzukehren. Am Nachmittag des 13. September lag die Nubian nach der alliierten Invasion in Italien in der Bucht von Salerno vor Anker und wurde durch deutsche Bomber vom Typ Dornier Do 217 der II. und III. Gruppe des Kampfgeschwaders 100 durch Bombennahtreffer mit der Fritz X Gleitbombe beschädigt.